# Aeroporto Internazionale Harry Mwanga Nkumbula
L'Aeroporto Internazionale Harry Mwanga Nkumbula (IATA: LVI, ICAO: FLHN), precedentemente indicato come Aeroporto di Livingstone, (ICAO: FLLI) è un aeroporto zambiano alla periferia nord-ovest della città di Livingstone, capoluogo della Provincia Meridionale. Lo scalo riveste una fondamentale importanza economico-turistica in quanto è il più vicino alle cascate Vittoria.
La struttura, intitolata al politico Harry Mwanga Nkumbula, tra i responsabili dell'indipendenza dello Zambia dal Regno Unito e leader dell'Africa National Congress, è posta all'altitudine di 991 m s.l.m. (3 302 ft), costituita da un terminal, edificio che integra la torre di controllo e da due piste, la principale con superficie in asfalto e orientamento 10/28, lunga 2 256 m e larga 60 m (7 520 x 197 ft), equipaggiata con dispositivi di assistenza all'atterraggio tra i quali un impianto di illuminazione a bassa intensità (LIRL) e con indicatore di angolo di approccio PAPI, la seconda, priva di dispositivi d'assistenza, con dimensioni 1 350 x 30 m (4 501 x 98 ft), superficie in conglomerato bituminoso e orientamento 15/33.
L'aeroporto, di tipologia mista militare e civile, è di proprietà del governo zambiano, è aperto al traffico commerciale.